# جواهر (فلم)
جواهر هو فيلم مصري تم إنتاجه عام 1949، قصة محمد مصطفى المنفلوطي وإخراج محمد عبد الجواد وبطولة هاجر حمدي ومحمود المليجي.

## قصة الفيلم
عبد الغني (شرفنطح) رجل بخيل يقتر على ابنته جواهر (هاجر حمدي) وخالتها أم خليل (ماري منيب)، يمارس البخل على نفسه وأهل بيته فيحرمهم من كل متع الحياة، فتعيش الابنة فقيرة ومحرومة رغم ثراء والدها. يحتفظ عبد الغني بماله في خزينة حديدية داخل الحائط ويحاسب وكيل عزبته رزق (عبد الحميد زكي) حساب الملكين، ولا يعذر أي فلاح يتأخر عن دفع الإيجار. تحضر جواهر عيد ميلاد صديقتها سناء (سناء سميح)، وتشاهد العز الذي يعيش فيه أقرانها من ملبس ومأكل رغم إنها أغنى منهم جميعا، فتنطلق ترقص وتأكل وتشرب، ويعلم الجميع أنها ابنة مليونير فيحيطونها بنفاقهم خصوصا صلاح (محمد الديب) الطامع في ثروة أبيها، ولكن الدكتور فؤاد (محمود المليجي) ينصحها بالابتعاد عن هذا الجو الذي لا يناسب أخلاقها، فتظن أنه يراها من مستوى أدنى، فتنهره وتعامله بقسوة. تعود لمنزلها سكرانة، فيثور والدها ويصاب بإغماء، فيظن أهله أنه قد مات ويتم دفنه. يفتح المقبرة اللصان زحل (إسماعيل يس) وزقطط (حسن فايق)، فيظنهما ملكي الحساب قد جاءا لمحاسبته على بخله وشحه في الدنيا، فيعرض عليهما ثروته مقابل إعادته إلى الحياة، فيستغل اللصان سذاجته ويوافقان على الصفقة. يطلب منهما عبد الغني رؤية الجنة لبعض الوقت، فيأخذانه إلى أحد الكباريهات ليشرب ويأكل ويتمتع ويشاهد الراقصات، فيظنهم الحور العين، ويندم على أنه حرم نفسه في الدنيا من تلك المتع. يشاهد ابنته جواهر تدخل الكباريه فيظنها قد ماتت ودخلت الجنة، فيرفض العودة للحياة، ولكنهما يقنعانه بأنها ليست ابنته بل شبيهتها بالجنة. ثم يتركانه رهينة عند زعيم العصابة أبو السباع (رياض القصبجي) حتى يذهبا إلى منزله لإحضار النقود. تعيش جواهر حياتها وتتمتع بما حرمت منه في حياة والدها من مأكل ومشرب وملبس، وتقطن بفيلا جديدة وتترك منزلها القديم. يتقدم فؤاد لخطبة جواهر، ولكنها ترفضه لظنها أنه من الممكن أن يكون بخيلا مثل والدها ويمنعها من التمتع بمباهج الحياة ويحد من حريتها، ولكنها تكتشف أن الأصدقاء منافقون وكاذبون ومخادعون، ويتقربون إليها من أجل مالها، فتتركهم وتعود مع خالتها إلى منزلهم القديم، وهناك تتقابلان مع اللصين فتظنان أنهما من العفاريت، وتتركان المنزل على عجل. يفشل اللصان في فتح الخزينة لعدم وجود المفتاح معهما، فيعودان إلى عبد الغني ليدلهما على مكان المفتاح. قررت جواهر الزواج من فؤاد فاتصلت به تدعوه للحضور واتفقا على الزواج. يذهب عبد الغني للفرح، ويظنه الجميع عفريت ويهربوا من حوله بينما يتفرغ اللصان للسرقة. يكتشف عبد الغني أنهما ليسا ملكين، وأنه ما يزال في الدنيا على قيد الحياة، وأن من يكنز أمواله يتمتع غيره بها، فيقرر أن ينفق ماله في أعمال الخير ويعفو عن اللصين الذين أخرجاه من المقبرة.

## فريق العمل
إخراج: محمد عبد الجواد
تأليف:
- محمد مصطفى المنفلوطي (قصة)
- محمد عبد الجواد  (سيناريو)
- أحمد شكري (حوار)

إنتاج: الفنانين المتحدين
بطولة:
- هاجر حمدي
- محمود المليجي
- شرفنطح
- ماري منيب
- إسماعيل يس
- حسن فايق
- محمد الديب
- سناء سميح
- عبد الحميد زكي
- رياض القصبجي
- عبد العزيز أحمد
- رجاء محمد
- عبد الغني النجدي
- هند رستم
- كيتي

## روابط خارجية
- جواهر على موقع IMDb (الإنجليزية)
- جواهر على موقع الدهليز
- جواهر على موقع قاعدة بيانات الأفلام العربية